# Michele Polverino
Michele Polverino (n. 26 de septiembre de 1984) es un exfutbolista y entrenador nacido en Suiza, pero con pasaporte de Liechtenstein, se desempeñó en la posición de mediocampista. Actualmente entrena al USV Eschen/Mauren. 

## Trayectoria como jugador
Inició su carrera en el FC Vaduz, para luego tener un corto paso en el club Italiano Olbia Calcio, donde jugó 26 partidos y anotó un gol. Luego de ello retornó al FC Vaduz, para recalar finalmente en el Aarau, donde jugó durante dos años.
Finalmente, ficharía por el FC Balzers en 2016, en el cual jugaría hasta su retiro en 2022.

## Trayectoria como entrenador
Tras su retiro en el FC Balzers, se acabó convirtiendo en el entrenador de este en 2022. 
Sin embargo, en la temporada 2023-24, fue destituido tras quedar de decimoquintos de la 1. Liga Suiza, provocando el descenso del club a la 2. Liga Interregional Suiza
Actualmente se encuentra en el USV Eschen/Mauren.

## Goles internacionales
| #  | Fecha                   | Estadio                                                | Oponente   | Marcador | Resultado | Competencia                                          |
| -- | ----------------------- | ------------------------------------------------------ | ---------- | -------- | --------- | ---------------------------------------------------- |
| 1. | 9 de septiembre de 2009 | Rheinpark Stadion, Vaduz, Liechtenstein                | Finlandia  | 1–1      | 1–1       | Clasificación para la Copa Mundial de Fútbol de 2010 |
| 2. | 9 de febrero de 2011    | Estadio Olímpico de San Marino, Serravalle, San Marino | San Marino | 0–1      | 0–1       | Partido amistoso                                     |
| 3. | 3 de junio de 2011      | Rheinpark Stadion, Vaduz, Liechtenstein                | Lituania   | 2–0      | 2–0       | Clasificación Euro 2012                              |
| 4. | 22 de marzo de 2013     | Rheinpark Stadion, Vaduz, Liechtenstein                | Letonia    | 1-0      | 1-1       | Clasificación para la Copa Mundial de Fútbol de 2014 |
| 5. | 14 de agosto de 2013    | Rheinpark Stadion, Vaduz, Liechtenstein                | Croacia    | 2-2      | 2-3       | Partido amistoso                                     |
| 6. | 14 de diciembre de 2017 | Estadio Al-Ahli, Doha, Catar                           | Catar      | 1-2      | 1-2       | Partido amistoso                                     |

## Clubes
| Club                 | País                     | Año         | Partidos | Goles |
| -------------------- | ------------------------ | ----------- | -------- | ----- |
| FC Vaduz             | Bandera de Liechtenstein | 2002 - 2005 | 60       | 8     |
| Olbia Calcio         | Bandera de Italia        | 2005 - 2006 | 26       | 1     |
| FC Vaduz             | Bandera de Liechtenstein | 2006 - 2009 | 60       | 4     |
| FC Aarau             | Bandera de Suiza         | 2009 - 2011 | 51       | 0     |
| Steel Azin           | Bandera de Irán          | 2011 - 2012 | ¿?       | ¿?    |
| Wolfsberger AC       | Bandera de Austria       | 2012 - 2014 | 49       | 0     |
| FC Vaduz             | Bandera de Liechtenstein | 2014 - 2015 |          |       |
| SV Ried              | Bandera de Austria       | 2015 - 2016 |          |       |
| FC Rapperswil-Jona   | Bandera de Suiza         | 2016        |          |       |
| Fussballclub Balzers | Bandera de Liechtenstein | 2016 - 2022 |          |       |

## Honores
- Ganador de la Copa Suiza Sub-15
- Promoción con el FC Vaduz a la Super Liga Suiza